# خارج از مشیت الهی (فیلم)
خارج از مشیت الهی (به انگلیسی: Outside Providence) فیلمی محصول سال ۱۹۹۹ و به کارگردانی مایکل کورنته است. در این فیلم بازیگرانی همچون شان هاتوسی، جان آبراهامز، تامی بون، جاناتان برندیس، جک فرور، آدام لاورگنا، جسی لیچ، گابریل مان، ایمی اسمارت، کریستن شورتن، الکس توما، جورج ونت و الک بالدوین ایفای نقش کرده‌اند.